# Mahna Mahna
Mahna Mahna (v originále Mah Nà Mah Nà, v jiných transkripcích též Mah na Mah na nebo Mah-Nà Mah-Nà) je legendární filmová melodie italského skladatele Piera Umilianiho – a patrně také jeho nejznámější.
Umiliani složil melodii v červnu 1968 pro italský pseudodokumentární film Švédsko, peklo a nebe (v originále Svezia, Inferno E Paradiso, režie Luigi Scattini). Film pojednává o životě ve Švédsku, tedy mimo jiné i o životním stylu využívajícím saunování. A patrně právě lehce groteskní ráz tohoto typu života (svléknout se – vejít – nahřát – zchladit – odejít – obléknout) tato skladba reflektuje. Základní melodie i rytmus jsou univerzální a jednoduché, bez používání slov, a do toho jako „sloky“ vstupují útržky slavných světových melodií.
V následujících letech se ze skladby stal rozhlasový hit a stala se předmětem mnoha coververzí, byla hojně napodobována a parodována. Patrně jednou z nejoblíbenějších parodií je ta, která byla uvedena v rámci dětského pořadu BBC Sesame street (česky Sezame, otevři se) v podání maňásků „Muppets“, ve své show ji ale využil třeba i Benny Hill a že se z ní dá těžit dodnes, ukazuje i raper Mr. Mo.
V Československu skladbu využila například Československá televize roku 1977 v silvestrovské show, kdy ji předvádělo deset programových hlasatelek a hlasatelů. Existuje i záznam ČST, kdy je tato skladba hrána na tehdy největší tubu na světě. Skupina bratří Traxlerů Skiffle Kontra zase ve své verzi využívá úryvky z děl Bedřicha Smetany.